# آریانا رمزی
آریانا رمزی (انگلیسی: Ariana Ramsey؛ زادهٔ ۲۵ مارس ۲۰۰۰) بازیکن زن راگبی ۷ نفره اهل ایالات متحده آمریکا است.
وی در مسابقات کشوری و بین‌المللی در مجموع برندهٔ ۱ مدال برنز شده است.